# مضر غسان شوكت
مضر غسان شوكت سياسي عراقي، ونائب سابق في البرلمان، ومؤسس جبهة الإنقاذ الوطني، كان معارضاً لصدام حسين، ولديه الجنسية الكندية ويستخدم مواقع سكنه في بريطانيا ولبنان كعناوين رسمية، وعمل بعد سقوط صدام حسين مع أحمد الجلبي.

## قضايا فساد
كشفت وثائق ضمن أوراق الجنة، ان النائب السابق «مضر شوكت غسان» وابنه «علي» طلبا من شركة «أبل بي» الخاصة بالخدمات القانونية، أن تحتفظ بنحو 140 مليون دولار من عائدات بيع أسهم شوكت في مشروع مشترك مع شركة اتصالات كويتية، ورفضت شركة «أبل بي» هذا الطلب لكنها قبلته كزبون عندها في وقت لاحق من عام 2008. واشار التقرير إلى تسجيل عائلة شوكت ثلاث شركات تابعة لها في جزر العذراء البريطانية في عامي 2008 و 2011، ووفقاً للوثائق، فقد تم اعتبار شوكت كـوسيط ثقة اضافي في وثائق شركة «أبل بي»، وكمساهم في شركة باشن للاستثمار المحدودة. وقام شوكت بتحويل أكثر من 30 مليون دولار إلى خزينة الأسرة وأحدى الشركات التابعة لها، فضلا عن تحويل بعضها إلى أسهم في شركات متفرقة وأظهرت محاضر اجتماعات مجلس إدارة شركة باشن، التي يرأسها شوكت وابنه علي، أن الشركة استثمرت الاموال فقط في شركتين طبيتين وفي شركة عراقية لسيارة بيجو من عام 2013 إلى عام 2016.